# ليغا باسكيت الدرجة الأولى 1970–71
ليغا باسكيت الدرجة الأولى 1970–71 (بالإيطالية: Serie A 1970-1971)‏ هو موسم من ليغا باسكيت الدرجة الأولى. أشرف على تنظيمه دوري  كرة السلة الإيطالي ‏، وفاز فيه بالاكانسترو فاريزي.